# Pamela Stanford
Pamela Stanford, née Monique Delaunay, est une actrice de cinéma et artiste peintre française née le 30 octobre 1948 à Fontainebleau.

## Biographie
Monique Delaunay a été élevée à la campagne, près d'une forêt. Plus tard, elle est danseuse aux Folies-Bergère quand elle fait ses débuts comme figurante au cinéma. Elle pose, quelquefois nue, pour plusieurs photographes parmi lesquels figurent Serge Jacques, André Belorgey, Roland Carré, Guy Bourdin ou P.-H. Mathis.
Elle sert de modèle à quatorze ans pour une toile réalisée par la romancière Patricia Highsmith, puis pour les peintres Paul Aïzpiri (né en 1919), et Étienne Bergeron, déjà âgé.
Elle enchaîne de nombreuses figurations, de Verneuil à Melville en passant par Frankenheimer et Winner, avant que Robert de Nesle la présente en 1974 à Jess Franco. Celui-ci fait appel à elle pour plusieurs de ses films, y compris en actrice principale comme dans Die Teuflischen Schwestern. Pamela Stanford a également le premier rôle, auprès de Guy Delorme, dans Les Possédées du diable, où elle est vieillie de vingt ans pour les besoins du personnage.
Déçue par les rôles secondaires récurrents qu'on lui propose, Pamela Stanford décide d'arrêter le cinéma au cours de la décennie 1980. Elle y revient en 2012 ;  attirée par le cinéma d'auteur confidentiel et la création, l'actrice va dès lors incarner des personnages de premier plan dans des rôles plus en adéquation avec son âge et sa maturité.

## Filmographie sélective

### 1961-1986
- 1961 : Poly de Claude Boissol (TV), Extra (non crédité)
- 1970 : Dim Dam Dom de Rémy Grumbach (TV)
- 1971 : Morgane et ses nymphes de Bruno Gantillon
- 1971 :  Kisss.... de Raoul André (sous le pseudonyme de Jean Lévitte), (premier film de Pamela Stanford produit en 1969), Une naturiste dans les bois (sous Monique Delaunay)
- 1971 : Le Casse d'Henri Verneuil, La strip-teaseuse (rôle non crédité)
- 1971 : Atout sexe de Max Kalifa, (sous Monique Delaunay)
- 1971 : La Mafia du plaisir ou Côte d'Azur interdite de Jean-Claude Roy, Extra (rôle non crédité)
- 1971 : Frustration de José Benazeraf, La paysanne (rôle non crédité)
- 1972 : Un flic de Jean-Pierre Melville, Danseuse au Simon's
- 1973 : Pigalle carrefour des illusions de Pierre Chevalier, (rôle non crédité)
- 1974 : Toute une vie de Claude Lelouch[8], La fille avec l'acteur incarnant Hitler (rôle non crédité)
- 1974 : Célestine..... bonne à tout faire de Clifford Brown (Jess Franco), Martine
- 1974 : Les Possédées du diable, connu également sous son titre d'origine : Lorna... l'exorciste[9],[10] de Clifford Brown (Jess Franco) Tourné à La Grande-Motte[11], Pamela Stanford y incarne le personnage de Lorna Green.
- 1975 : Les Gloutonnes, (Maciste et les gloutonnes ex- Maciste contre la reine des Amazones, également titré Les exploits érotiques de Maciste dans l'Atlantide) de Clifford Brown (Jess Franco), Atlantean with Bigotini
- 1975 : À bout de sexe de John Thomas (pseudonyme de Serge Korber), L'auto-stoppeuse
- 1975 : Prostitution clandestine d'Alain Payet[12], Pamela
- 1975 : Hard Love (ou La Vie sentimentale de Walter Petit) de John Thomas (pseudonyme de Serge Korber), (sous Paméla Standford)
- 1975 : Le Pied !... de Pierre Unia
- 1975 : Les Chevaliers de la croupe de Eddy Naka, Anne
- 1975 : Les Chatouilleuses ex Les Nonnes en folie de Clifford Brown  (Jess Franco), Coco
- 1975 : Le Jouisseur ex- L'Homme le plus sexy du monde de Clifford Brown (Jess Franco), Angela
- 1975 : Ces sacrées Anglaises ex-1H30 d'amour ou la preuve par trois[13],[14] de Richard Bigotini
- 1976 : Les Emmerdeuses de Clifford Brown (Jess Franco), retitré Les Petites vicieuses font les grandes emmerdeuses, autre titre : Les Grandes emmerdeuses, Tina
- 1976 : Furies sexuelles / ex-Les Marie-Madeleine de John Love (Alain Payet)
- 1976 : Le Dernier 55 de Philippe Truffault (court métrage)[15], Une groupie
- 1976 : Perversions  (Sex Shock en video) de Peter Rafael (Raphaël Delpard), La voisine à la robe rouge
- 1977 : L'Enlèvement des Sabines de Pierre Unia, Pamela
- 1977 : Helga, la louve de Stilberg d'Alain Payet, sous le nom d’Alain Garnier. Autre titre : Marion la perverse, Prisonnière blonde
- 1977 : Le Cabaret des filles perverses  de Jess Franco[16]. Autre titre : Blue Rita, Gina (sous Pamela Standford)
- 1977 : Les Deux Sœurs vicieuses (Satanic sisters /Sexy sisters en DVD) de Jess Franco[17], Edna Luise von Stein
- 1977 : Train spécial pour Hitler ou Train spécial pour SS de James Gartner (Alain Payet), Prostituée
- 1977 : Nathalie rescapée de l'enfer (Nathalie dans l'enfer nazi) d'Alain Payet
- 1977 : Elsa Fräulein SS de Mike Star (Patrice Rhomm)[18], Gundrun - chanteuse
- 1977 : L'Aigle et la colombe de Claude Bernard-Aubert
- 1977 : Dora et la Lanterne magique de Pascal Kané, La laborantine
- 1977 : Au bout du printemps de Bernard Dubois, Figuration
- 1978 : Touchez pas au zizi de Patrice Rhomm, Erotica
- 1978 : Le Bijou d'amour de Patrice Rhomm[19], Kate
- 1978 : Si vous n'aimez pas ça, n'en dégoûtez pas les autres de Raymond Lewin, Une interprète du film projeté
- 1978 : Pourvoir (film expérimental) de Patrice Énard - les scènes tournées (en 1978) pour Pourvoir seront finalement retenues dans Pourrire (de Patrice Enard), film inachevé posthume.
- 1979 : Terreur cannibale d'Allan W. Steeve (Alain Deruelle)[20], Manuela
- 1979 : Les Gardiennes du pénitencier d' Alan W. Steeve (Alain Deruelle)[21], Teresa
- 1979 : Convoi de filles de Jesús Franco, Helga
- 1979 : La Bande du Rex de Jean-Henri Meunier, l'ouvreuse du Rex et une fille qui danse (créditée Pamela Standford)
- 1980 : Mondo Cannibale (Mangeurs d'hommes en video) de Jess Franco[22], Elisabeth Taylor
- 1981 : Y flippe ton vieux ![23] de Richard Bigotini, La secrétaire excentrique
- 1986 : Les fugitifs de Francis Weber, Une femme à la réception de la clinique (rôle non crédité)

### depuis 2012
- 2012 : Rock n'roll over d'Enguerrand Prieu, avec Xavier Bonastre (inédit), Elle-même
- 2014 : Abricot Take One, Two, Three, Four d' Alexandre H. Mathis, courts métrages 4 X 4 minutes
- 2014 : Portrait en vert d' Alexandre H. Mathis, court métrage 4 min
- 2014 : Portrait en bleu d' Alexandre H. Mathis, court métrage 4 min
- 2014 : Film Portrait N°9 : Coquelicot  d' Alexandre H. Mathis, court métrage 4 min
- 2015 : Cinématon de Pamela Stanford de Gérard Courant  série cinématographique Portrait no 2903[24]
- 2015 : Couple #150 : Pamela Stanford & Alexandre Mathis de Gérard Courant série cinématographique[25]
- 2015 : Portrait en jaune  d' Alexandre H. Mathis, court métrage 4 min
- 2015 : Portrait Orange d' Alexandre M. Mathis, court métrage 4 min
- 2015 : Portrait in Bathroom d' Alexandre H. Mathis, court métrage 4 min
- 2015 : Abricot, la Sécurité : 1er étage d' Alexandre H. Mathis, inachevé, extraits en bonus du dvd Outre Tombe (Haunted Earth)
- 2015 : Pamela Stanford & Alexandre Mathis de Gérard Courant, court métrage 4 min
- 2017 : Pamela Stanford la possédée de Franco de Merrill Aldighieri & Lucas Balbo, court métrage de 10 min, Bonus au Blu-Ray Les Possédées du diable de Jesús Franco
- 2017 : Lady Usher's Diary d' Alexandre H. Mathis avec Gérard Courant pour les scènes parisiennes, Madeline Usher. Sortie DVD : 23 septembre 2022 édité par Phoenix Underground Distribution
- 2018 :  Vampyr d' Alexandre H. Mathis, Pamela Stanford interprète cinq personnages différents. Sortie DVD, décembre 2023, Phoenix Underground Distribution [26],[27],[28]
- 2018 : Outre Tombe (Haunted Earth)[29] d'Alexandre H. Mathis[30], Catherine Lapeyre, la revenante. Sortie DVD : 29 novembre 2019 édité par Phoenix Underground Distribution [31],[32]
- 2018 : Compression Outre Tombe de Alexandre Mathis de Gérard Courant (court métrage)[33]
- 2018 : The Flesh Eaters de Jacques Spohr, court métrage inédit
- 2023 : Spirit on Notre-Dame, court métrage  d' Alexandre H. Mathis, Pamela Stanford, seul personnage de chair parmi les chimères et gargouilles de Notre-Dame de Paris. Sortie DVD en complément de Vampyr d' Alexandre H. Mathis
- 2025 : The Hanging Doll de Chris Milewski, court métrage

### Article
- (en) "Pamela Stanford The Goddesses of Underground Cinema" sur goregirl.wordpress.com.

### Hommage
- Gérard Courant, qui a filmé deux fois Pamela Stanford en 2015, lui a dédié le film A quoi rêvent les montagnes ? (2020).

### Interviews
- (en) « Pamela Stanford, star of Outre Tombe » par Mike Haberfelner (juin 2017).
- (en) Pamela Stanford pour Escapist's Advisor par Gene Willow (février 2020).